# Междоусобная война в Северо-Восточной Руси (1174—1177)
Междоусобная война в Северо-Восточной Руси (1174—1177) — борьба за власть во Владимиро-Суздальском княжестве после убийства боярами великого князя Владимирского Андрея Боголюбского. Происходила между его племянниками от старшего брата Мстиславом и Ярополком, с одной стороны, и его младшими единокровными братьями Михаилом и Всеволодом, с другой. Ростиславичей поддерживали ростово-суздальское боярство, а также их смоленские и рязанские родственники. Юрьевичей поддерживали новые ремесленные города юго-западной части княжества, сохранившие верность присяге, данной Юрию Долгорукому относительно его преемников, а также Святослав Всеволодович черниговский, соперник смоленских князей в борьбе за Киев.

## Предшествующие события
Ещё в 1162 году Андрей Боголюбский, стремясь сконцентрировать управление княжеством в своих руках, изгнал из него своих братьев и племянников. В 1168 году, уже во время борьбы Андрея против Мстислава Волынского, Михаил Юрьевич подчинялся последнему, в частности возглавлял отряд чёрных клобуков, посланных Мстиславом на помощь его сыну в Новгород против суздальцев. Киев был взят войсками Андрея (1169), Новгород устоял (1170).
После смерти на киевском княжении своего младшего брата, Глеба (1171), Андрей Боголюбский рассчитывал на подчинение себе своих прежних союзников по борьбе с Мстиславом Волынским, смоленских Ростиславичей, владевших основными удельными центрами Киевской земли. Наиболее лояльным по отношению к Андрею был старший из них, Роман, который принял Киев из рук Андрея, а после отказа в выдаче киевских бояр, заподозренных в отравлении Глеба Юрьевича, подчинился требованию Андрея вернуться в Смоленск (1173).
Тогда Андрей отдал Киев брату Михаилу, но младшие Ростиславичи захватили Всеволода Юрьевича, Мстислава и Ярополка Ростиславичей, осадили Михаила в Торческе и заставили его отступить от союза с Андреем и Святославом Черниговским, пообещав Переяславское княжество, управляемое тогда Владимиром Глебовичем. Тогда Андрей собрал под свои знамёна огромные силы, но война закончилась лишь безрезультатной 9-недельной осадой Вышгорода. В Киеве сел поддержанный Смоленском и Галичем Ярослав Изяславич Луцкий, в борьбу с которым вступил Святослав Черниговский. Немногим ранее (1172) ростово-суздальскими боярами был саботирован другой непопулярный поход, на волжских булгар (не время воевать зимою болгар).
В 1174 году Андрей был убит. Олег Северский предпринял новую попытку захватить Стародуб, его поддержали Ярослав и Ростиславичи, но Святослав устоял. Ярослав добровольно отдал киевское княжение Роману смоленскому и ушёл на Волынь. Тогда Святослав смог перейти в наступление, и сделал это сначала на северо-востоке, временно прекратив давление на Мстиславичей на юге.

## История
Мстислав Ростиславич был женат на смоленской княжне, неизвестной по имени. В 1175 году Ярополк Ростиславич женился на дочери Всеслава Полоцкого, союзника смоленских князей (его женой была дочь Ростислава Мстиславича). Сестра Мстислава и Ярополка была замужем за Глебом Ростиславичем рязанским, который ранее посылал войска в помощь Боголюбскому в походы на Новгород, Вышгород и Волжскую Булгарию.

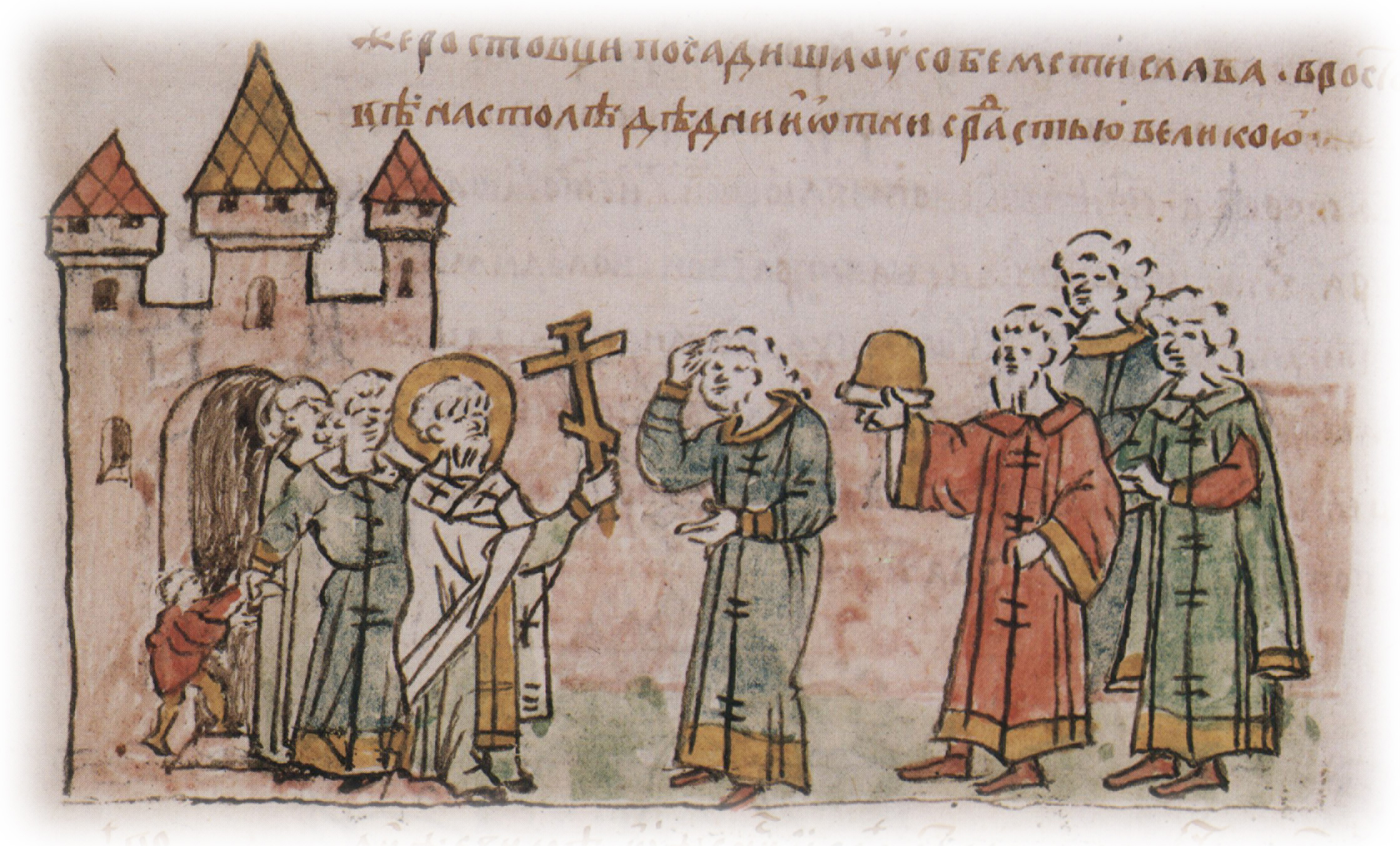
Встреча владимирцами Мстислава Безокого и Ярополка под стенами города

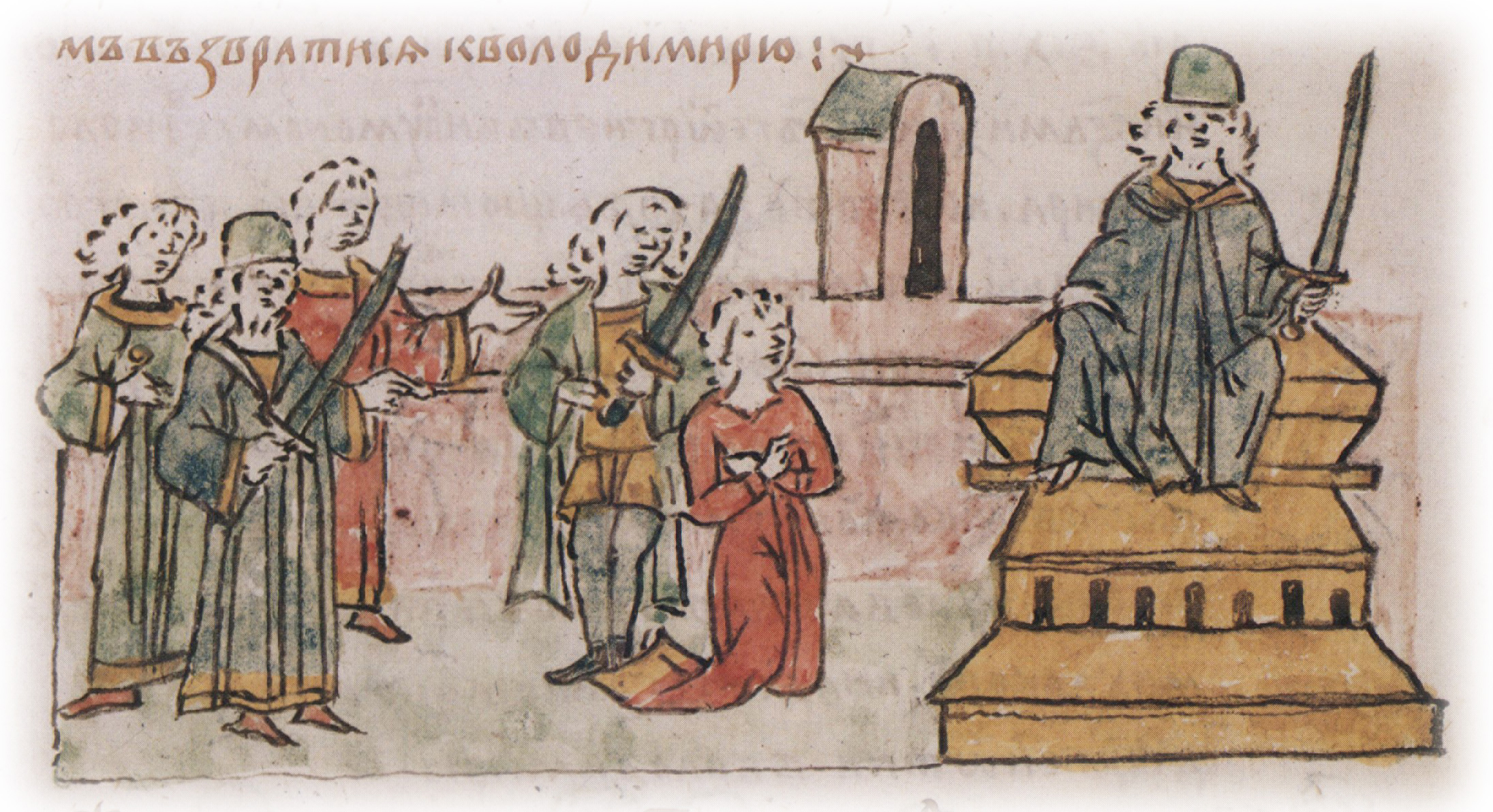
Посольство суздальцев к Михаилу Владимирскому с просьбой о прощении и приходе в Суздаль

После смерти Андрея в 1174 году Суздальская земля отправила послов за Ярополком и его братом Мстиславом, решив призвать к себе на княжение Ярополка. Послы нашли Ярополка Ростиславича в Чернигове вместе с братом Мстиславом, а также Михаилом и Всеволодом Юрьевичами. Братья обрадовались чести быть избранными на княжение и предложили своим дядям, Михаилу и Всеволоду, править вместе с ними, при этом признав Михаила старшим.
Но союз просуществовал недолго. Ярополк, следуя совету ростовцев, которые были недовольны прибытием Михаила, оставил его в Москве, а сам втайне от брата уехал в Переяславль-Залесский. Однако Михаил Юрьевич, узнав, что его племянник Ярополк Ростиславич отправился по ростовской дороге, уехал во Владимир и затворился здесь с одними горожанами, так как дружина владимирская, числом в 1500 человек, отправилась также по приказу ростовцев в Переяславль. Ярополк Ростиславич взял в осаду город Владимир, а в это время его союзники рязанцы и муромцы жгли деревни в окрестностях. В течение 7 недель горожане стояли за Михаила и мужественно оборонялись. Но в конце концов, изнурённые голодом, они объявили Михаилу, чтобы он дал им мир или сам уехал. Михаил выехал из Владимира. А Ярополк Ростиславич стал князем владимирским, Мстислав стал именоваться ростовским и суздальским князем. Вышгородская икона Богородицы досталась Глебу рязанскому вместе с другой добычей.
Вскоре возникло недовольство владимирцев тем, что Ростиславичи раздали своим дружинникам посаднические должности в Ростово-Суздальской земле и разрешали им притеснять народ судебными «взысками» и взятками. Кроме этих поборов, Ярополк Ростиславич вместе с приближёнными отнял у собора Владимирской Богородицы уделы и доходы, которые назначил ей ещё Андрей Боголюбский. Поднялось всеобщее негодование, и владимирцы призвали к себе из Чернигова Юрьевичей (Михаила и Всеволода), те пришли с черниговской помощью и княжичем Владимиром. Ростиславичи, выступив против дядей, проиграли битву, произошедшую на пути между Москвой и Владимиром, и вынуждены были бежать: Ярополк в Рязань, а Мстислав в Новгород. Юрьевичи въехали во Владимир в воскресенье 15 июня 1175 года. После этого черниговский княжич Олег Святославич проводил из Чернигова до Москвы жён Михаила и Всеволода и из Лопасны напал на находившийся под рязанской властью другой черниговский удел — Сверилеск. Глеб послал против него своего племянника, но тот потерпел поражение. Михаил начал поход на Рязань, и Глеб вернул взятое во Владимире за год до этого, включая икону Богородицы.
Михаил стал владимирским князем, а двинувшийся из Новгорода Мстислав уже после его смерти был разбит Всеволодом на Юрьевском поле (июнь 1176). Владимирцы присягнули ему и детям его.
В 1176 году Святослав Всеволодович стал наращивать давление на смоленских Ростиславичей на юге, воспользовавшись их поражением от половцев. Святослав обвинил в поражении Давыда Ростиславича (который уклонился от битвы; однако, позже автор «Слова о полку Игореве» обращался к Рюрику и Давыду Ростиславичам вместе: не ваю ли вои злачёными шеломы по крови плаваша?). Святослав потребовал у Романа Киевского лишить Давыда волости на Киевщине, тот отказался, и Святослав выгнал Романа из Киева.
В 1176 году Мстислав Ростиславич Храбрый женился на дочери Глеба Ростиславича рязанского, тот принял у себя Ростиславичей и сжёг Москву. Всеволод выступил против него, и когда был в Коломне, узнал, что Глеб с половцами пошёл к Владимиру другим путём. К Всеволоду присоединились черниговцы во главе с княжичами Олегом и Владимиром и переяславцы во главе с Владимиром Глебовичем. Они настигли Глеба на реке Колокше и разбили (февраль 1177). Глеб со старшим сыном Романом и Мстислав попали в плен. Вскоре Всеволод потребовал у рязанцев выдачи Ярополка, он был схвачен на р. Воронеже и отправлен во Владимир. Все пленники были посажены в порубы. Глеб скончался в заточении, не отказавшись от рязанского княжения и отвергнув предложение уехать в южнорусские земли к Святославу Всеволодовичу.

### Ослепление Ростиславичей

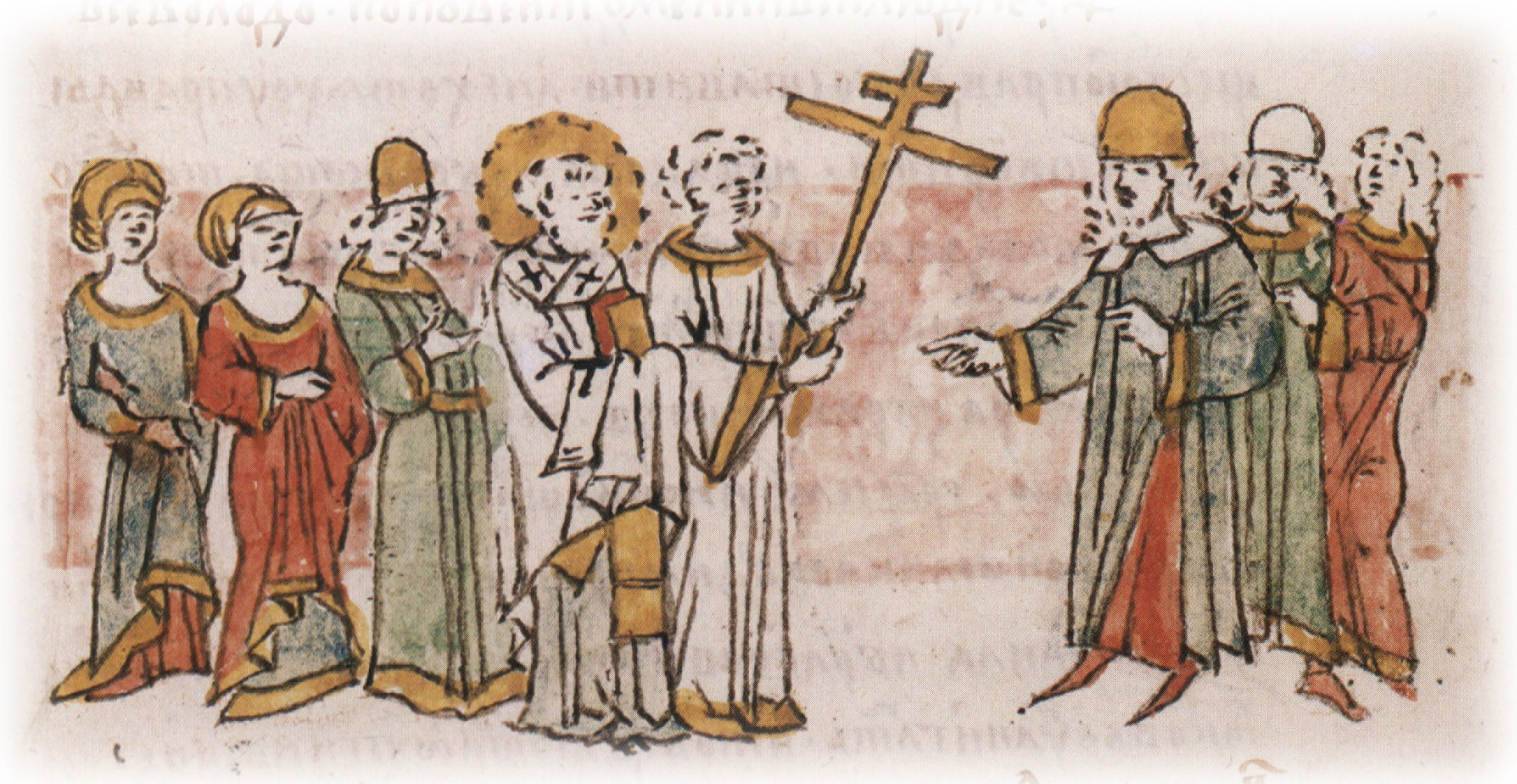
Торжественная встреча жителями и духовенством города Владимира Михаила I и Всеволода III Большое Гнездо

По предположению Карамзина Н. М., вторая жена Юрия Долгорукого и мать младших Юрьевичей была родом из Византии, где ослепление политических противников и военнопленных было распространённым методом борьбы. Киевский летописный свод и Новгородская первая летопись сообщает об ослеплении Мстислава и Ярополка по приказу Всеволода, Новгородская также сообщает об их последующем чудесном исцелении в Смоленске. Суздальская летопись объясняет поступок Всеволода давлением владимирцев и не сообщает о самом факте ослепления. По этому поводу Шахматов А. А. пишет:
Это чудовищное злодеяние всколыхнуло Древнюю Русь: даже через 200 лет монах Лаврентий не решается восстановить в своей летописи грустную повесть, и следуя своему источнику, обрывает её на половине фразы. Тем естественнее было современнику умолчать об этом событии, вызывавшем, конечно, тяжёлое воспоминание Всеволода Юрьевича…Итак, в основании Лаврентьевской лежит более древняя по составу летопись, так как в ней сохранился рассказ, записанный, очевидно, тут же, после самого события, когда оно не представлялось ещё во всём своём ужасе и не успело ещё найти всеобщего осуждения, породившего молву о чудесном исцелении ослеплённых князей

## Оценки
В своей борьбе с боярством Всеволод Большое Гнездо опирался не только на города, но и на мужающее с каждым годом дворянство (в источниках к ним применяются термины «отроки», «мечники», «вирники», «гриди», «меньшая дружина» и т. д.), социальной чертой которого является служба князю за землю, доходы и другие милости. Эта категория населения существовала и прежде, Но теперь она становится все более многочисленной. С увеличением значения великокняжеской власти в некогда заштатном княжестве их роль и влияние также вырастали год от года. Они, по существу, несли всю основную государственную службу: в войске, судопроизводстве, посольских делах, сборе податей и налогов, расправе, дворцовых делах, управлении княжеским хозяйством.
…история Владимиро-Суздальской Руси показывает нам победу великокняжеской авторитарной власти над земельной аристократией к концу XII века.

## Последующие события
См. также: Политика владимирских князей в Рязанском княжестве
В 1178 году сын Святослава Всеволодовича Владимир женился на дочери Михаила Юрьевича. В том же году в Новгороде умер Мстислав Ростиславич, и новгородцы пригласили на княжение Романа Ростиславича из Смоленска. Последний побыл в Новгороде год, затем его сменил его брат Мстислав Ростиславич Храбрый, который вскоре умер (1180), и его место занял Владимир Святославич. В 1179 году Владимир Глебович переяславский женился на племяннице Святослава Всеволодовича.
В 1180 году Всеволод Большое Гнездо предпринял интервенцию в Рязанское княжество, направленную против Романа Глебовича (женатого на дочери Святослава Черниговского) в пользу его младших братьев, одновременно захватив в плен черниговского княжича Глеба в Коломне. Святослав с новгородцами и половцами предпринял поход против Всеволода, но он закончился безрезультатным стоянием на р. Влене. Попытка Святослава в 1181 году нанести поражение смоленским Ростиславичам в их землях решительных успехов не принесла, тем не менее Святослав на короткое время лишался киевского княжения в пользу действовавшего на юге Рюрика Ростиславича, а Торжок, пригород Новгорода, пославшего в помощь Святославу свои войска, был сожжён Всеволодом Юрьевичем. Сидевший в Торжке Ярополк Ростиславич попал в плен и умер в заточении. Год его смерти точно не известен. Князем в Новгороде стал представитель Всеволода Большое Гнездо — Ярослав Владимирович.
Святославу пришлось смириться с утратой влияния на северо-восточные дела, и в 1182 году Глеб был отпущен из плена и женился на сестре жены Всеволода, а в 1183 году киевский князь послал помощь Всеволоду против волжских булгар (дай нам Бог, брат и сын, повоевать нам в наше время с погаными).